# Brendan Corish
Brendan Corish, né le 19 novembre 1918 à Wexford (Irlande) et mort le 7 février 1990 dans la même ville, est un homme politique irlandais, membre du Parti travailliste. Il est Député de 1948 à 1982. Leader du Parti Travailliste de 1960 à 1977, il est Tánaiste et Ministre de la Santé sous le gouvernement de Liam Cosgrave entre 1973 et 1977.

## Biographie
Brendan Corish nait en 1918 à Wexford. Son père, Richard Corish, est un syndicaliste renommé, membre du Sinn Féin et Teachta Dála de Wexford pendant 24 ans. Il est scolarisé dans une école de la Congrégation des Frères chrétiens. Il est membre de la toute première troupe de scouts de Wexford. À l'âge de 19 ans, il rejoint l'administration du Wexford County Council. 
Brendan Corish est marié à Phyllis Corish. Ils ont trois fils.

## Carrière politique
Brendan Corish entre en politique à la suite du décès de son père. Il lui succède en qualité de Teachta Dála sous la bannière du Parti travailliste. Il remporte l'élection partielle de 1945 avant de confirmer son poste lors des élections générales de 1948. Le Fianna Fáil le parti le mieux représenté au Dáil Éireann. Mais c'est une coalition composée du Fine Gael, du Parti travailliste, du National Labour Party, du Clann na Poblachta, du Clann na Talmhan et d'un certain nombre de candidats indépendants qui constitue une coalition de gouvernement. Il s'agit du premier gouvernement de coalition de l'Irlande. Corish est alors nommé Secrétaire parlementaire auprès du Ministre de la Défense et de celui du Gouvernement local. 
En 1954, à la suite de la formation du deuxième gouvernement de coalition, il est nommé Ministre de la protection sociale
En 1960 Corish succède à William Norton au poste de leader du Parti travailliste. Il introduit alors dans le parti des politiques plus socialistes, tout en prenant garde à ne heurter personne puisque le seul mot de « socialiste » était, dans les années 1960, plutôt mal perçu en Irlande. Corish pensait que l'« l'Irlande serait socialiste dans les années 1970 ». D'une certaine manière il n'a pas eu tort, puisque le Fine Gael a organisé une coalition de gouvernement avec le Parti Travailliste entre 1973 et 1977. À cette occasion, Corish est nommé Tánaiste avec la charge des portefeuilles des ministères de la Santé et de la Protection sociale.
En 1977, le Taoiseach Liam Cosgrave organise une élection générale anticipée. Le Fianna Fáil reprend la majorité au Dáil Éireann. Corish démissionne de son poste de leader du Parti Travailliste.  Frank Cluskey lui succède.